# 439 Ohio
Ohio (asteroide 439) é um asteroide da cintura principal com um diâmetro de 76,57 quilómetros, a 2,9398521 UA. Possui uma excentricidade de 0,0618462 e um período orbital de 2 026,17 dias (5,55 anos).
Ohio tem uma velocidade orbital média de 16,8254631 km/s e uma inclinação de 19,1823º.
Esse asteroide foi descoberto em 13 de Outubro de 1898 por Edwin Coddington.